# Eduard Pálffy z Erdődu
Eduard hrabě Pálffy z Erdődu, svobodný pán z Újezdu (18. září 1836 Benátky – 12. června 1915 zámek Hradiště), byl český šlechtic a velkostatkář z významného uherského rodu Pálffyů a rakouský politik, v době Rakouska-Uherska na konci 19. a počátku 20. století byl poslancem Říšské rady.

## Život
Narodil se v Benátkách, kde tehdy jeho otec Aloys Pálffy působil ve státní správě, jeho matka byla Sofia Jablonowska. V severní Itálii žil do roku 1849, kdy se rodina přestěhovala na statek Retzhof u Leibnitze ve Štýrsku. Gymnázium a studium práv absolvoval v Prešpurku. Pak nastoupil do státních služeb. Pracoval na místodržitelství v Brně. Pro nesouhlas s politikou Antona von Schmerlinga ale státní správu opustil a odešel zpět na rodinné sídlo v Retzhofu.
Byl čestným rytířem maltézského řádu, komořím a tajným radou.
Od zemských voleb v roce 1883 zasedal na Českém zemském sněmu, kam byl zvolen za kurii velkostatkářskou (nesvěřenecké velkostatky). Mandát obhájil v zemských volbách v roce 1889 a zemských volbách v roce 1895. Byl členem Strany konzervativního velkostatku.
V 80. letech se zapojil i do celostátní politiky. V doplňovacích volbách roku 1889 získal mandát na Říšské radě za velkostatkářskou kurii v Čechách. Slib složil 29. března 1889. Mandát obhájil v řádných volbách do Říšské rady roku 1891, volbách do Říšské rady roku 1897 a volbách do Říšské rady roku 1901.
Společně s Ferdinandem Deymem ze Stříteže a Bedřichem ze Schwarzenbergu patřili k hlavním představitelům historické šlechty, která na Říšské radě zpočátku působila v rámci poslanecké skupiny Hohenwartův klub. Když se v druhé polovině 90. let 19. století Hohenwartův klub rozpadl, byl předákem skupiny šlechtických konzervativců, která se těsněji přimkla k české občanské reprezentaci. V lednu 1897 inicioval v Říšské radě přijetí rezoluce, která vyzvala vládu, aby českojazyčné škole spolku Komenský ve Vídni přiznala status veřejné školy s nárokem na veřejné financování. Téhož roku na rozlučkovém banketu s Karlem Sigmundem von Hohenwartem ocenil jeho zásluhy o státoprávní a národnostní reformy v monarchii.
Souhlasil s českým historickým právem a identifikoval se s českým národním hnutím. Roku 1896 zavedl na svých panstvích české úřadování. Od roku 1900 převzal správu rodinných velkostatků jeho syn Jan. Roku 1914 získal Eduard od císaře u příležitosti oslavy 50 let od svatby titul hraběte prešpurského. Získal také Řád železné koruny. Obce Březnice a Merlín mu udělily čestné občanství.
V závěru života se pro pokročilý věk stáhl z politického dění. Zemřel v červnu 1915. Podle některých zdrojů na zámku Hradiště v Blovicích, podle dobového nekrologu ovšem v Březnici. Byl pohřben v rodinné hrobce u kostela v Blovicích.

## Majetek
Byl majitelem panství Březnice, Hradiště u Blovic a Merklín. Dále mu patřilo panství Retzhof ve Štýrsku.
V roce 1872 mu bezdětný strýc z druhého kolene, hrabě Hanuš z Kolovrat (významný podporovatel českého národního obrození), odkázal část majetku, která nebyla součástí Kolowratského fideikomisu. Majetek mu odkázal pod podmínkou, že převezme titul svobodného pána z Újezda a změní příslušně svůj erb . Eduard tak převzal velkostatky v Čechách a přesídlil do této korunní země. Na svých statcích zaváděl moderní metody hospodaření, podporoval meliorace a strojové vybavení. V letech 1874–1875 nechal na panství Březnice, nedaleko vesnice Vacíkov vystavět zámeček jako pohodlné lovecké sídlo.

## Rodina
V roce 1864 se oženil s baronkou Marií Walterskirchenovou (1842–1916). Měli spolu tři děti:
- 1. Žofie (28. 2. 1865 Štýrský Hradec – 8. 11. 1933 Vídeň)
  - ⚭ hrabě Georg Wallis (23. 4. 1856 Kolešovice – 13. 12. 1928 Vídeň), poslední mužský člen rodu Wallisů
- 2. Irma (29. 10. 1866 Retzhof Štýrsko – 14. 7. 1950 Vídeň)
  - ⚭ (1897) August Jiří Lobkowicz (2. 2. 1862 Dolní Beřkovice – 10. 8. 1921 Vídeň), plukovník, c. k. komoří a tajný rada, nejvyšší hofmistr arcivévody Leopolda Salvatora
- 3. Jan Nepomuk (10. 10. 1872 Retzhof – 11. 5. 1953 Štýrský Hradec), poslední soukromý majitel zámků Březnice, Merklín a Vacíkov
  - ⚭ (1896) hraběnka Ferdinandina Wurmbrand-Stuppach (23. 6. 1872 Althofen – 2. 1. 1954 Štýrský Hradec)